# Паллас-Юллястунтури (национальный парк)
Па́ллас-Ю́ллястунтури (фин. Pallas-Yllästunturin kansallispuisto) — третий по величине национальный парк Финляндии. Расположен на севере страны, в провинции Лапландия. Фактически парк был образован лишь в 2005 году в результате объединения территории парков Паллас-Оунастунтури и Юлляс-Аакенус. Общая площадь — 1020 км². Высокие сопки парка — самое южное место Финляндии, где можно встретить некоторые арктические виды животных и растений. Самая высокая цепь сопок — Тайваскеро высотой до 807 м. Большая часть территории покрыта старовозрастными лесами и болотами. В Паллас-Юллястунтури около 350 км отмеченных пешеходных маршрутов. Самый популярный из них — Хетта-Паллас длиной 55 км.

## История
На месте национального парка уже в каменном веке жили саамы. Позже на территории нынешнего парка в верховьях рек и на берегах озер появились финские рыбаки и охотники. Так как саамы и финны занимались одним и тем же промыслом, они местами жили вместе.
Исходная часть национального парка Паллас-Юллястунтури, открытая в 1938 году как национальный парк Паллас-Оунастунтури, является одним из первых национальных парков Финляндии. Мысль о создания национальных парков возникла впервые в 1910 году. Тогда комитет по защите лесов предложил создать национальные парки на территории Палластунтури и Пюхятунтури. Предложение по созданию природоохранной зоны на территории Паллас-Оунастунтури было одобрено на сессии парламента в 1928 году. Однако из-за проблем с межеванием земель подписание закона об основании национальных парков затянулось. Это произошло лишь в 1938 году после серии длительных обсуждений, но в итоге первые национальные парки Финляндии, среди которых был и Паллас-Оунастунтури, были наконец созданы. В 2005 году Паллас-Оунастунтури и природоохранная зона Юлляс-Аакенустунтури были объединены, образовав нынешний парк Паллас-Юллястунтури. С объединением площадь национального парка удвоилась.

## Ландшафт
Горы на территории национального парка — это остатки древних гор, которые находились в Финляндии примерно 3 миллиарда лет назад. Сейчас осталось только кварцитные основания этих гор, которые раньше тянулись от Лапландии до Карелии.

## Природа
На склонах гор Палластунтури и Оунастунтури до 400—500 метров над уровнем моря растет хвойный лес. Выше, под безлесными вершинами, растет узкий пояс березняков. Летом на территории национального парка обитает 150 вид птиц. Медведь и рысь — самые распространенные на территории национального парка крупные хищники. Эпизодически встречаются росомаха и волк.

## Туристические и досуговые возможности
На территории национального парка примерно 500 километров обозначенных лыжных трасс, которые поддерживаются при помощи спецтехники, но и вне официальных маршрутов также можно кататься на лыжах. Самый популярный походный маршрут, Хетта-Паллас, начинается с озера Оунасярви. Маршрут подходит начинающим лыжным туристам, хотя перепады высот и погодные условия, особенно туманы, могут осложнить передвижение. На территории также можно заниматься велокроссом, но только на обозначенных маршртуах. Национальный парк также предоставляет возможности для рыбалки, горнолыжного спорта, байдарочной гребли и сбора ягод и грибов.

## Пешие маршруты
- Хетта-Паллас: 55 км
- Паллас-Раухала: 72 км
- Паллас-Олос: 28 км
- Юлляс-Олос: 54 км
- Юлляс-Леви: 50 км

## Галерея
| - Замёрзшее озеро Палласъярви и хребет Палластунтури - Замёрзшее озеро Палласъярви и хребет Палластунтури - Вид на Палластунтури с Саммалтунтури - Монумент в честь олимпийского пламени на вершине Тайваскеро - Сопки Саммал, Паллас и Ломмол - Северные олени на Тайваскеру - Озеро Вуонтисъярви - Оуттакка - Гостиница «Паллас» |